# Nikołaj Woronichin
Nikołaj Nikołajewicz Woronichin (ros. Николай Николаевич Воронихин; ur. 18 lipca 1882 w Gatczynie, zm. 18 marca 1956 w Leningradzie) – rosyjski i radziecki botanik (fykolog, mykolog).

## Kariera
Syn Nikołaja Aleksiejewicza Woronichina, petersburskiego lekarza. Spokrewniony dalej z architektem Andriejem Woronichinem. W 1907 roku ukończył Cesarski Uniwersytet Petersburski (przyrodoznawstwo na wydziale fizyczno-matematycznym). Został asystentem Władimira Komarowa. W latach 1912–1922 pracował na Kaukazie, wykładając w Tyflisie, po czym wrócił do Petersburga (wówczas Piotrogrodu, następnie Leningradu). Tam został pracownikiem Głównego Ogrodu Botanicznego Rosyjskiej Federacyjnej Socjalistycznej Republiki Radzieckiej. Pracował w nim przez następne kilkadziesiąt lat. W 1931 roku ogród został włączony w struktury Radzieckiej Akademii Nauk jako jednostka Instytutu Botanicznego im. Komarowa. W 1934 roku został doktorem nauk biologicznych. W ogrodzie botanicznym początkowo zarządzał działem hydrobiologii, a od 1939 roku zajmował stanowisko profesora działu roślin zarodnikowych.
Na początku kariery prowadził badania nad glonami bentosowymi Morza Czarnego. Następnie zajął się fitopatologią roślin uprawianych na Zakaukaziu w zakresie chorób wywoływanych przez grzyby. W połowie lat 20. powrócił do fykologii, opisując florę glonów śródlądowej części europejskiej ZSRR. W 1949 roku wraz z E.W. Szlapinową napisał rozdział „Водоросли” do książki Żyzń priesnych wod SSSR (ros. Жизнь пресных вод СССР), będący pierwszym tego typu opracowaniem słodkowodnej fykoflory ZSRR. Oprócz badań terenowych w rejonie kaukasko-czarnomorskim prowadził badania w północnej części Rosji, na Uralu, Ałtaju i w Jakucji. Jest autorem ponad 165 publikacji naukowych.
Opisał 75 nowych gatunków i 6 rodzajów grzybów, głównie fitopatogenów. Jako autor nazw taksonów jest podpisywany skrótem Woron.

## Nagrody i upamiętnienie
Otrzymał Order Czerwonego Sztandaru Pracy (1946) i nagrodę im. Komarowa (1952).
Dla jego uczczenia Aleksandr Jelenkin nowo opisanemu rodzajowi sinic nadał nazwę Woronichinia (1933). 